# Schönebeck (Elbe)
Pour les articles homonymes, voir Schönebeck.
Schönebeck (Elbe) est une ville située au nord-est de l'Allemagne qui fait partie de l'arrondissement du Salzland, dans le land de Saxe-Anhalt. La ville a connu une grande importance au début du XIXe siècle par les salines de la région.
Schönebeck est située sur la rive gauche de l'Elbe, à environ 14 kilomètres au sud de Magdebourg.

## Histoire
| Appartenances historiques Principauté archiépiscopale de Magdebourg 1180-1680 Royaume de Prusse (Duché de Magdebourg) 1680–1807 Royaume de Westphalie 1807–1813 Royaume de Prusse (Province de Saxe) 1815–1871 Empire allemand 1871–1918 République de Weimar 1918–1933 Reich allemand 1933–1945 Allemagne occupée 1945–1949 République démocratique allemande 1949–1990 Allemagne 1990–présent |

Elle a été prise par la 2e brigade blindée du 19e corps de la 9e Armée US le 11 avril 1945.

## Évolution de la population
| Année        | Population |
| ------------ | ---------- |
| 1552         | env. 3625  |
| XVIIe siècle | env. 4470  |
| 1787/99      | env. 5750  |
| 1843         | 11 084     |
| 1855         | 12 375     |
| 1885         | 18 534     |
| 1889         | 19 874     |
| 1910         | 28 964     |
| 1925         | 33 415     |
| 1939         | 39 497     |

| Année | Population |
| ----- | ---------- |
| 1950  | 46 426     |
| 1958  | 44 636     |
| 1964  | 44 336     |
| 1970  | 44 302     |
| 1982  | 44 917     |
| 1989  | 44 660     |
| 1991  | 41 331     |
| 1994  | 39 370     |
| 1996  | 38 347     |
| 1997  | 37 813     |

| Année | Population |
| ----- | ---------- |
| 1998  | 37 191     |
| 1999  | 36 968     |
| 2000  | 36 397     |
| 2001  | 35 919     |
| 2002  | 35 395     |
| 2003  | 34 847     |
| 2004  | 34 288     |
| 2005  | 33 823     |
| 2006  | 33 290     |
| 2007  | 32 867     |

| Année | Population |
| ----- | ---------- |
| 2008  | 32 362     |

## Jumelage
- Allemagne, Garbsen, en 1990
- Tchéquie, Pardubice, en 1993
- États-Unis, Farmers Branch, Texas, en 1995
- Turquie, Söke, en 1996
- Chine, Rizhao, en 2000
- Pologne, Jaroslaw, en 2005

## Personnalités
- Holger Behrendt, champion olympique de gymnastique.
- Kurt Brasack, général dans la Waffen-SS durant la Seconde Guerre mondiale
- Marco Herszel, kayakiste, champion du monde 2007
- Willi Wolff, cinéaste